# Trois Destinées
Pour plus de détails, voir Fiche technique et Distribution.
Trois Destinées, également connu sous le titre Femmes côte à côte (chinois simplifié : 麗人行 ; pinyin : Lìrén xing), est un film dramatique chinois sorti en 1949.
Il s'agit du film le plus célèbre réalisé par Chen Liting. Dénoncé comme une « herbe vénéneuse » pendant la Révolution culturelle, le film est aujourd'hui considéré comme un classique chinois.
Le film est adapté d'une pièce de théâtre du même titre écrite par le célèbre dramaturge de gauche Tian Han, également auteur du film Trois Femmes modernes (1932). Tian Han et Chen Liting ont coécrit le scénario. Le film raconte l'histoire de trois femmes dans le Shanghai de la guerre sous l'occupation japonaise : une ouvrière d'usine sans éducation, une intellectuelle militante de la résistance et une nouvelle femme bourgeoise,. À bien des égards, il peut être considéré comme une suite du film Femmes nouvelles de Cai Chusheng de 1935. Produit par les studios Kunlun, une société de gauche, le film a une forte connotation anti-Kuomintang.

## Synopsis
Le film se déroule dans la ville de Shanghai occupée par les Japonais en 1944. Jinmei (Shangguan Yunzhu), une ouvrière du textile, se fait violer par deux soldats japonais ivres alors qu'elle rentre chez elle après son travail. Xinqun (Huang Zongying) et son petit ami Mengnan (Zhou Feng), membres de la résistance clandestine, lui viennent en aide et l'emmènent chez leur amie Ruoying (Sha Li). Le mari de Ruoying, Yuliang (Zhao Dan), a quitté Shanghai lorsque la guerre a éclaté en 1937 pour rejoindre la résistance antijaponaise, laissant derrière lui sa femme et sa petite fille Beibei. Après des années sans nouvelles de son mari, Ruoying a épousé le banquier prospère Zhongyuan (Lan Ma (zh)), supposant que Yuliang est mort. Zhongyuan se dit politiquement « non affilié ». Il travaille avec les Japonais mais n'informe pas les amis activistes de sa femme.
Yousheng (Zhang Yi), le mari de Jinmei, explose de colère lorsqu'il apprend qu'elle a été violée. Elle le supplie de la tuer. De plus, Jinmei perd son emploi à l'usine lorsque son patron découvre le viol. Elle devient une véritable paria. Les voyous du quartier se moquent de Jinmei et de son mari, qui se bat avec eux et perd la vue lorsqu'ils lui versent des produits chimiques sur le visage. Pour subvenir aux besoins de la famille, Jinmei se tourne vers les usuriers et est contrainte de se prostituer.
Yuliang retourne brusquement à Shanghai. Ruoying le retrouve dans l'appartement de Xinqun et Mengnan. Elle explique que pour survivre en temps de guerre, elle n'a pas eu d'autre choix que de vivre avec le banquier, bien qu'elle aime toujours Yuliang. Yuliang rétorque que ses souffrances ne sont rien comparées à celles des réfugiés de guerre sur le front. Des agents japonais font irruption dans la pièce et arrêtent le couple, les prenant pour Xinqun et Mengnan. Mengnan s'enfuit de Shanghai, mais Xinqun reste sur place. Yuliang et Ruoying sont torturés dans la prison japonaise.
Xinqun retrouve Zhongyuan et lui demande de prouver son patriotisme et d'utiliser ses relations avec le Japon pour obtenir la libération de Yuliang et Ruoying. Il accepte, même si la libération de Yuliang ruinerait son propre mariage. Il parle à ses amis japonais, qui lui demandent de les aider à diriger une nouvelle maison d'édition propagandiste. Zhongyuan accepte, devenant ainsi pour la première fois un collaborateur déclaré des Japonais, ironiquement pour prouver à Xinqun qu'il est un patriote.
Les Japonais libèrent Yuliang et Ruoying grâce aux efforts de Zhongyuan. Le jour de l'ouverture de la maison d'édition, Yuliang lance une bombe dans la fenêtre, blessant Zhongyuan. Yuliang est obligée de fuir Shanghai pour échapper à la chasse à l'homme qui s'ensuit. Beibei, la jeune fille, choisit de quitter Ruoying et d'accompagner son père.
Ruoying, dévastée par le départ de Beibei et la collaboration de Zhongyuan avec les Japonais, découvre en outre que Zhongyuan a eu une maîtresse qui couche également avec les Japonais. Elle décide de mettre fin à ses jours et laisse une lettre de suicide à Xinqun. Elle marche jusqu'à la rivière Huangpu, où elle trouve inopinément Jinmei, qui a tenté de se suicider mais a été retirée de la rivière par des passants. Son mari a découvert qu'elle se prostituait et l'a chassée de la maison. Ruoying abandonne son plan de suicide. Xinqun retrouve Ruoying et Jinmei et les emmène dans son école de filles, où elle raconte l'histoire des deux femmes à ses élèves. Dans la dernière scène, le mari de Jinmei arrive à l'école et lui « pardonne » le viol et la prostitution. (Dans la pièce de théâtre originale, c'est Yuliang qui revient et retrouve Ruoying).

## Fiche technique
- Titre français : Trois Destinées[5],[6] ou Femmes côte à côte[7]
- Titre chinois : 麗人行, Lìrén xing
- Réalisation : Chen Liting
- Scénario : Chen Liting, Tian Han
- Photographie : Han Zhongliang, Wu Weiyun
- Montage : Fu Zhengyi, Wu Dingfang
- Musique : Wang Yunjie
- Costumes : Cao Ming
- Sociétés de production : Studio Kunlun
- Pays de production :  Chine
- Langue originale : mandarin
- Format : Noir et blanc
- Genre : film dramatique
- Durée : 102 minutes
- Dates de sortie : 
  - Chine : 1949

## Distribution
- Shangguan Yunzhu : Mei Jin
- Huang Zongying : Xinqun Li
- Sha Li : Ruoying
- Lan Ma (zh) : Zhongyuan Wang
- Zhao Dan : Yuliang Zhang